# Cienegas Terrace
Cienegas Terrace es un lugar designado por el censo ubicado en el condado de Val Verde en el estado estadounidense de Texas. En el Censo de 2010 tenía una población de 3.424 habitantes y una densidad poblacional de 408,03 personas por km².

## Geografía
Cienegas Terrace se encuentra ubicado en las coordenadas 29°22′8″N 100°56′34″O / 29.36889, -100.94278. Según la Oficina del Censo de los Estados Unidos, Cienegas Terrace tiene una superficie total de 8.39 km², de la cual 8.26 km² corresponden a tierra firme y (1.6%) 0.13 km² es agua.

## Demografía
Según el censo de 2010, había 3.424 personas residiendo en Cienegas Terrace. La densidad de población era de 408,03 hab./km². De los 3.424 habitantes, Cienegas Terrace estaba compuesto por el 83.32% blancos, el 0.91% eran afroamericanos, el 0.44% eran amerindios, el 0.15% eran asiáticos, el 0% eran isleños del Pacífico, el 13.26% eran de otras razas y el 1.93% pertenecían a dos o más razas. Del total de la población el 96.06% eran hispanos o latinos de cualquier raza.